# Chilehexops platnicki
Chilehexops platnicki är en spindelart som beskrevs av Coyle 1986. Chilehexops platnicki ingår i släktet Chilehexops och familjen Dipluridae. Inga underarter finns listade i Catalogue of Life.